# Tarsius pumilus
El tarsero pigmeo (Tarsius pumilus) es una especie de primate del género Tarsius de comportamiento nocturno que se encuentra en el sector central de Célebes, Indonesia, en un área con menor diversidad de especies vegetales que el bosque tropical de tierras bajas. Se lo consideraba extinto a principio del siglo XX. Luego, en el año 2000, investigadores indonesios mataron accidentalmente uno mientras atrapaban ratas. Los primeros tarseros pigmeos vistos con vida desde la década de 1920 fueron encontrados por un equipo de la Texas A&M University en el monte Rore Katimbo, en el parque nacional Lore Lindu en agosto del 2008.
Los dos machos y la hembra encontrados fueron capturados usando una red, y se les colocaron dispositivos de rastreo en collares para seguir sus movimientos. Eran los primeros tarseros pigmeos encontrados en más de 80 años, lo que descartó la idea de su extinción que tenían algunos primatólogos. Se incluye en la lista de Los 25 primates en mayor peligro del mundo.

## Descripción física
El tarsero pigmeo tiene una longitud de entre 95 y 105 mm y pesa menos de 57 gramos. Se diferencia de otros tarseros por ser más pequeño, tener menor peso corporal y también por tener orejas más chicas que el resto de las especies del género. Su pelaje es más bronceado, predominando colores grises, rojos y marrones. Su cola tiene mucho pelo y varía en longitud entre los 135 y 275 mm. La característica más notable de la especie son sus grandes ojos, de cerca de 16 mm de diámetro. Tiene uñas en los cinco dedos de las manos y en dos de los dedos de los pies. Sus uñas, parecidas a garras, le ayudan en la fuerza de agarre; las usa para aferrarse verticalmente para alimentarse y locomoción.

## Comportamiento
El T. pumilus forma parejas estables, que permanecen juntas por más de 15 meses. Esta condición es usualmente monógama. Tiene dos temporadas de reproducción. Una al inicio de la temporada lluviosa, y otra al final de ésta, separadas por unos 6 meses. La gestación dura en promedio 178 días, donde el nacimiento ocurre en mayo y en noviembre-diciembre. Las crías son muy precoces y se desarrollan rápidamente de manera similar a otros miembros del género. 
El tarsero pigmeo es nocturno y principalmente arborícola. Pasa la mayor parte del día durmiendo en ramas verticales. Esta especie no construye nidos. A diferencie de otras especies del género, no usa glándulas de olor para marcar su territorio. La comunicación táctil y la interacción son muy importantes en el tarsero pigmeo al igual que en otras especies. 

## Dieta
Los tarseros, en general, son insectívoros y son los únicos primates completamente carnívoros. Comen artrópodos, y se dice de algunos que comen aves y culebras. Como insectívoros, juegan un rol integral en su hábitat ya que estructuran la trama alimenticia.